# Kindersoftware
Kindersoftware ist E-Learning-Software, die speziell für Kinder entwickelt wurde. Kindersoftware soll unterhalten, Kreativität und Denkvermögen fördern und Lerninhalte auf spielerische Art vermitteln. 
Die Lernsoftware für Kinder wird zum Beispiel in folgende Kategorien unterteilt: Infotainment (informieren und unterhalten), Edutainment (Lernen und Spielen), Tutorenprogramme (üben und trainieren), Lern- und Sprachprogramme, schulbuchbegleitende Software (v. a. Vokabel- und Grammatiktrainer), schulfachbegleitende Lernsoftware (orientiert an den Lehrplänen einer Klassenstufe) und Lernspiele (Spiel im Vordergrund, Lerninhalte werden auf spielerische Art vermittelt).